# Léon Chené
Léon Chené, né le 27 juin 1905 à Notre-Dame-du-Cruet et mort le 16 décembre 1992 à Villeurbanne, est un coureur cycliste français, professionnel de 1928 à 1931.

## Palmarès
- 1925
  - 3e du Circuit du Forez
  - 3e du Circuit de l'Allier
- 1927
  - Tour de Haute-Savoie
  - Circuit du Mont-Blanc
- 1928
  - 3e du Tour de Haute-Savoie
- 1929
  - Marseille-Lyon

## Résultats sur le Tour de France
1 participation
- 1929 : 22e du Classement Général